# تين جيليس
تين جيليس (بالهولندية: Tinne Gilis) هي لاعبة اسكواش بلجيكية ولدت في يوم 29 أكتوبر 1997 في بلدة مول في بلجيكا. هي الشقيقة الصغرى للاعبة نيل جيليس.